# Брекенридж (Мічиган)
Брекенридж (англ. Breckenridge) — селище (англ. village) в США, в окрузі Грешіт штату Мічиган. Населення — 1238 осіб (2020).

## Географія
Брекенридж розташований за координатами 43°24′28″ пн. ш. 84°28′43″ зх. д. / 43.40778° пн. ш. 84.47861° зх. д. (43.407686, -84.478549).  За даними Бюро перепису населення США в 2010 році селище мало площу 2,79 км², з яких 2,78 км² — суходіл та 0,01 км² — водойми.

## Демографія
Згідно з переписом 2010 року, у селищі мешкало 1328 осіб у 535 домогосподарствах у складі 349 родин. Густота населення становила 476 осіб/км².  Було 595 помешкань (213/км²).
Расовий склад населення:
| - 96,8 % — білих - 0,8 % — корінних американців - 0,5 % — чорних або афроамериканців |

До двох чи більше рас належало 1,2 %. Частка іспаномовних становила 4,4 % від усіх жителів.
За віковим діапазоном населення розподілялося таким чином: 27,6 % — особи молодші 18 років, 58,9 % — особи у віці 18—64 років, 13,5 % — особи у віці 65 років та старші. Медіана віку мешканця становила 35,8 року. На 100 осіб жіночої статі у селищі припадало 93,3 чоловіків;  на 100 жінок у віці від 18 років та старших — 84,5 чоловіків також старших 18 років.
Середній дохід на одне домашнє господарство  становив 38 031 долар США (медіана — 30 580), а середній дохід на одну сім'ю — 45 253 долари (медіана — 41 250). Медіана доходів становила 41 250 доларів для чоловіків та 29 375 доларів для жінок. За межею бідності перебувало 28,2 % осіб, у тому числі 41,4 % дітей у віці до 18 років та 8,3 % осіб у віці 65 років та старших.
Цивільне працевлаштоване населення становило 414 особи. Основні галузі зайнятості: освіта, охорона здоров'я та соціальна допомога — 22,5 %, виробництво — 22,2 %, мистецтво, розваги та відпочинок — 9,4 %, будівництво — 8,7 %.